# Jiading

District Jiading

Jiading (Vereenvoudigd Chinees: 嘉定区, Traditioneel Chinees: 嘉定區, pinyin: Jiādìng Qū) is een district in het uiterste noordwesten van de stadsprovincie Shanghai. Het district heeft een oppervlakte van 458,8 km² en telde in 2001 474.100 inwoners.
Jiading is op circa 20 km van het centrum van de oude binnenstad, Puxi, gelegen. De verbinding wordt onder meer verzekerd door de Hujia Expressway, de oudste van het Chinese expreswegennet die Shanghai aandoet. De metro van Shanghai heeft het district ontsloten met lijn 11. Het district is opgedeeld in een aantal woonkernen en grote gemeenten.
In Anting, een van de kernen van het district, is het hoofdkwartier en een van de productie-eenheden van de Chinese autoconstructiereus Shanghai Automotive Industry Corporation (SAIC) gevestigd. De zone wordt de Anting International Auto City genoemd, en is ook de thuisbasis van de joint venture van SAIC met Volkswagen AG, Shanghai Volkswagen Automotive. De stedenband met Wolfsburg is dan ook een logisch hieruit voortvloeiend gegeven. Maar ook het Formule 1 circuit, thuisbasis van de Grand Prix Formule 1 van China, Shanghai International Circuit bevindt zich hier.
In Jiading bevindt zich een van de campussen van de universiteit van Shanghai.

## Stedenband
Het district Jiading heeft een stedenband met
- Wolfsburg, Duitsland - sinds 2007

## Galerij

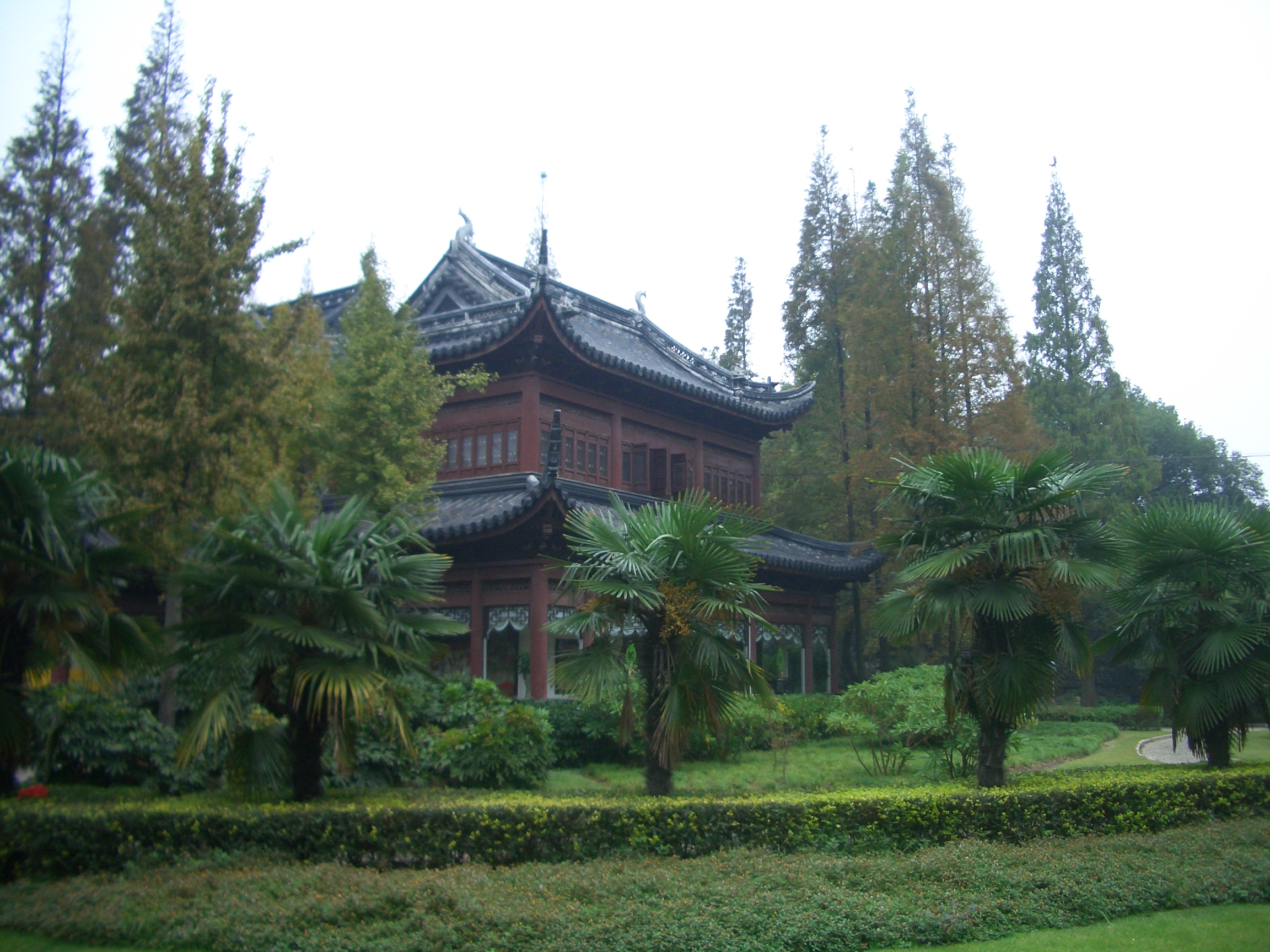
Een Confuciustempel in Jiading
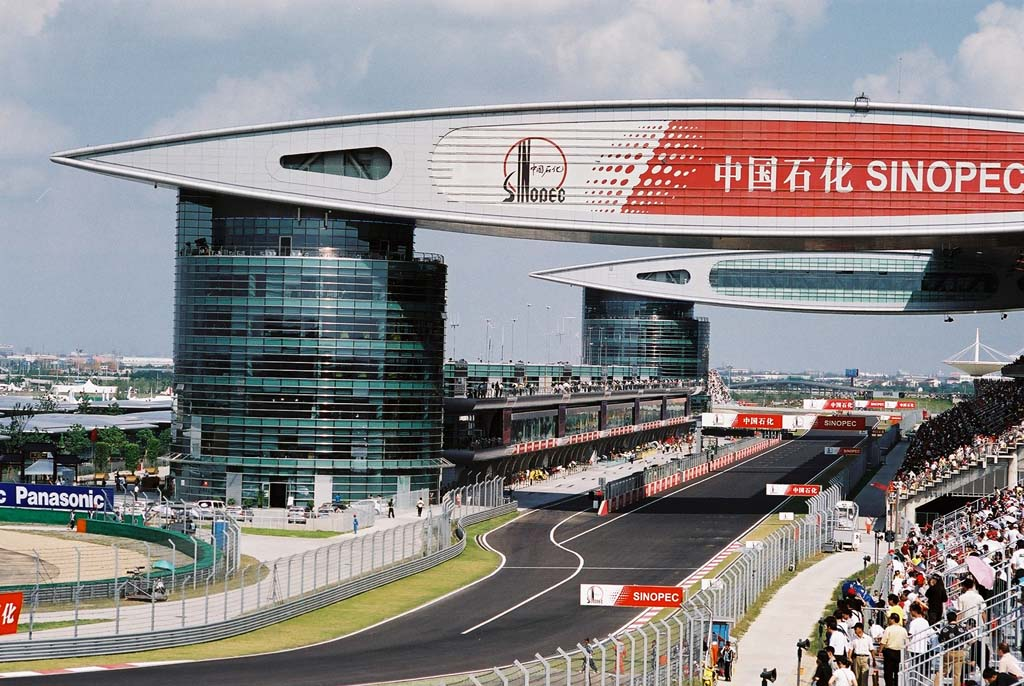
Shanghai International Circuit